# Arturo Ramoneda
Arturo Miguel Ramoneda Salas (Puntallana, España, 1946-Madrid, 2020) es un catedrático de Lengua y Literatura, conocido por su labor como recopilador de la obra del articulista y cronista Andrés García de la Barga y Gómez de la Serna, Corpus Barga, además de una antología sobre el escritor, publicada en 2009.
Premio Extraordinario de Licenciatura, fue becario del Seminario de Lexicología de la Real Academia Española y profesor de la Universidad Complutense y del Colegio Universitario de Ciudad Real, así como catedrático del Instituto Eijo y Garay de Madrid. Experto en literatura medieval y contemporánea, ha editado obras de Gonzalo de Berceo, Gustavo Adolfo Bécquer, Constant o Dickens, entre otros.
Además de colaborar en la edición de numerosas publicaciones, como Ínsula y Diario 16, muchas de ellas sobre Corpus Barga, es también autor de varios libros de lexicografía y editor de antologías de poesía española del siglo xx.

## Publicaciones
- El gran Meaulnes, Henri-Alain Fournier (1988)
- Manual de estilo guía práctica para escribir mejor (1998)
- Corpus Barga, 1887-1975, el escritor y su siglo (2000)
- Antología de la poesía española del siglo XX, 1890-1939 (2006)
- El libro de los verbos (2006)
- El comentario de textos una guía práctica (2010)
- El libro de los verbos: uso, conjugación y dudas (2015)